# NGC 5750
NGC 5750 (również PGC 52735 lub UGC 9512) – galaktyka spiralna z poprzeczką (SB0-a), znajdująca się w gwiazdozbiorze Panny. Odkrył ją William Herschel 11 kwietnia 1787 roku. Jest to galaktyka aktywna.